# College van Rijksadviseurs voor de Monumenten van Geschiedenis en Kunst
In 1873 publiceerde Victor de Stuers zijn spraakmakende artikel 'Holland op zijn Smalst' in het literaire tijdschrift De Gids. Kort daarop kwam de overheidszorg voor monumenten in de regering ter sprake. Anders dan in de periode daarvoor werd gehoor gevonden. De minister van Binnenlandse Zaken, Johan Geertsema, richtte bij Koninklijk Besluit van 8 maart 1874 een adviesraad op: het College van Rijksadviseurs voor de Monumenten van Geschiedenis en Kunst.
Dit College bestond uit mr. Cornelis Fock (voorzitter), liberaal staatsman, burgemeester van Haarlem en Amsterdam en minister onder Johan Rudolph Thorbecke; dr. Conrad Leemans (ondervoorzitter); jhr.mr. Victor de Stuers (secretaris); dr. Pierre Cuypers; prof. Eugen Gugel, architect en de eerste Delftse hoogleraar bouwkunde; A.J. Enschedé, gemeentearchivaris te Haarlem; mr. Carel Vosmaer, tot kort voor zijn benoeming substituut-griffier bij de Hoge Raad der Nederlanden, maar vooral bekend als redacteur van De Nederlandsche Spectator; Jan Weissenbruch, schilder, aquarellist, tekenaar, lithograaf en etser; en jhr. Jacob Reinoud Theodoor Ortt, hoofdinspecteur van Waterstaat.
De sloop van de Vleeshal te Rotterdam en van de Hogewoerdspoort te Leiden gelden als voorbeelden van de beperkte macht van De Stuers en ‘zijn’ College van Rijksadviseurs. Een ander probleem vormden verschillen van inzicht, die het College teisterden. Cuypers en De Stuers vormden er een hecht team, maar verder overheerste onenigheid, waaraan verschil in geloofsovertuiging mede debet was. Een andere, daarmee parallel verlopende kloof, betrof het debat over de architectuur. De Stuers was daarin vooral op Eugène Viollet-le-Duc georiënteerd, terwijl andere architecten (waaronder Gugel en Isaac Gosschalk), net als Carel Vosmaer, juist een modernere, eerder op Duitse voorbeelden geëntte vernieuwing van de architectuur nastreefden. Voor het omgaan met monumenten vertaalde zich dat in een meer terughoudende, minder reconstruerende aanpak.
De Stuers was zelf in 1874 teruggetreden als secretaris van de commissie, toen hij werd benoemd tot referendaris bij het Ministerie van Binnenlandse Zaken. Hij was opgevolgd door Jan Ernst Henrik Hooft van Iddekinge, de directeur van het Munt- en Penningenkabinet in Leiden. In 1875 besloot Eugen Gugel al om uit het ruziënde College te treden. Hij werd vervangen door Isaac Gosschalk, architect, voorzitter van de Maatschappij tot Bevordering der Bouwkunst en gemeenteraadslid te Amsterdam. Dat was nog maar het begin van vele controversen, die er uiteindelijk toe leidden dat het College bij Koninklijk Besluit van 21 februari 1879 werd opgeheven. In de praktijk betekende dit dat de invloed van De Stuers en zijn gelijkgestemden op de vroege monumentenzorg van Nederland slechts kon toenemen.
Ook tegenwoordig bestaat er in Nederland een College van rijksadviseurs, dat is verbonden aan het atelier van de Rijksbouwmeester.